# Formación de compromiso
Una formación de compromiso, también a veces llamada formación transaccional, es un concepto del psicoanálisis para designar a las producciones del inconsciente destinadas a lograr que los contenidos reprimidos (por ejemplo, representaciones y deseos perturbadores) sean admitidos en la consciencia. Se trata de una formación que deforma estos contenidos, disfrazándolos para burlar a la barrera de la defensa, transformándolos en algo que es el mejor compromiso posible entre la satisfacción del deseo inconsciente y las exigencias defensivas.
Los síntomas neuróticos, pero también otras manifestaciones no patológicas, como los sueños o los actos fallidos son ejemplos de formaciones de compromiso. En términos generales se trata de cualquier manifestación que sea resultado de una transacción y que constituya una forma de retorno de lo reprimido.
El concepto fue introducido por Sigmund Freud en 1896 en el contexto de su análisis de las psiconeurosis de defensa, en particular, del mecanismo de la neurosis obsesiva. Refiriéndose al retorno de lo reprimido señala allí que 

«[…]los recuerdos reanimados y los reproches formados desde ellos nunca ingresan inalterados en la consciencia; lo que deviene consciente como representación y afecto obsesivos, sustituyendo al recuerdo patógeno en el vivir consciente, son unas formaciones de compromiso entre las representaciones reprimidas y las represoras.»

## Compromiso y formación de síntomas
Esta idea del síntoma como resultado de un conflicto es mantenida por Freud a través de toda su obra. En las Conferencias de introducción al psicoanálisis que fueron publicadas en 1916 y 1917 (es decir después de Lo inconsciente y los  otros Trabajos sobre metapsicología) agrega además una explicación para la resistencia del síntoma, señalando que esta se debe justamente a que el síntoma es un producto en el que se unen fuerzas muy contrarias que están en conflicto, «reconciliándose» en un compromiso. Así el síntoma resultaría sostenido desde ambas partes, al menos mientras conviene a ambas, y por eso tendría esa fuerza perseverante tan poderosa.
Esta distinción de la metapsicología tiene un antecedente de 1915, cuando Freud aclara que si bien lo reprimido debe permanecer en el inconsciente, el inconsciente es más extenso que solo lo reprimido. Lo reprimido sería entonces solo una parte del inconsciente. En este contexto, Freud puntualiza tres momentos de la represión: la llamada «represión en la posteridad», que es la represión propiamente tal; la represión originaria y el retorno de lo reprimido en las formaciones del inconsciente.
Un sostén básico de esta teoría es la aseveración freudiana de que la represión no actúa sobre la pulsión, sino sobre sus representantes. Más precisamente, la represión sería el retiro de investidura a un representante, con lo que se interrumpe la asunción por parte del preconsciente. Cuando ocurre esto, el inconsciente inmediatamente realiza una nueva investidura sustitutiva, que exige del preconsciente una contrainvestidura, lo que choca con los elementos anteriormente reprimidos.